# Phanerotomella longipedes
Phanerotomella longipedes är en stekelart som beskrevs av Chen och Ji 2003. Phanerotomella longipedes ingår i släktet Phanerotomella och familjen bracksteklar. Inga underarter finns listade i Catalogue of Life.